# München 7
München 7 ist eine Polizistenserie von Franz Xaver Bogner. Die Fernsehserie spielt in München und handelt von dem Alltag der Wache in der fiktiven Polizeiinspektion München 7. Hauptfiguren sind der stadtbekannte „Sheriff vom Marienplatz“ Xaver Bartl und sein neuer Kollege Felix Kandler. Die Serie ist eher humoristisch angelegt. Im Gegensatz zu Krimiserien stehen bei München 7 keine Kriminalfälle im Mittelpunkt, sondern Verbrechen und Ordnungswidrigkeiten sowie das Leben der Polizisten. Bogner bezeichnet seine Serie daher als Polizistenserie. Zwischen 2012 und 2015 lief München 7 unter der Marke Heiter bis tödlich: München 7. Die Serie wurde nach der 7. Staffel 2016 eingestellt.

## Personal
Der Humor der Serie beruht größtenteils auf dem unterschiedlichen Duo Bartl/Kandler.
Xaver Bartl ist ein alteingesessener Münchner, in der Innenstadt tief verwurzelt und kennt „sein Revier“. Er ist auch bekannt als der „Sheriff vom Marienplatz“. Xaver und seiner Schwester Irmi gehört das Hotel am Markt, das einen herrlichen Blick über die Marktstände des Viktualienmarktes bietet. Am Viktualienmarkt verbringt Xaver am liebsten seine Zeit bei seiner Jugendliebe Elfi. Er gilt als hervorragender Polizist, der keine Karriere gemacht hat, weil er nicht darauf aus war.
Sein Gegenpart Kandler ist milieugeschädigt. Er war Zocker im großen Stil und hat die Seiten gewechselt. Sein Vater, der auch Polizist war, ist im Dienst verstorben, als Felix 16 war. Daraufhin rutschte Felix in die Kriminalität ab. Seine Mutter und ein Kollege seines Vaters haben dafür gesorgt, dass er auch zur Polizei kommt. Bevor er zur Kriminalpolizei wechselt, hat er ein Jahr normalen Streifendienst ausgehandelt. Doch seine Vergangenheit in Form seiner ehemaligen Mitganoven lässt ihn nicht los.
Für die Hauptrollen konnte Bogner den Kabarettisten Andreas Giebel und Ex-Marienhof-Darsteller Florian Karlheim gewinnen. Weitere Rollen besetzte er mit bekannten Kabarettisten wie Luise Kinseher und Eisi Gulp, aus seinen anderen Serien bekannten Schauspielern wie Erich Hallhuber, der die Ausstrahlung der Serie nicht mehr erlebte, Christian Lerch sowie anderen Schauspielern, die durch ihr authentisches Bairisch überzeugen. Das Grab von Erich Hallhuber ist in Episode 33 (Staffel 5 / Folge 4) kurz zu sehen.

## Handlung
In der ersten Folge kommt Felix Kandler neu aufs Revier und wird zur Einweisung Xaver Bartl zugeteilt. Der wollte eigentlich die neue Kollegin, und schmeißt daraufhin wieder einmal den Job. Felix wird ihm nachgeschickt, als er von seinem Appartement einen Selbstmörder auf dem Glockenspiel im Neuen Rathaus sieht. So raufen sich die beiden auf ihrem ersten Einsatz zusammen. Die weiteren Episoden drehen sich um den normalen Alltagswahnsinn einer Großstadtpolizeistation, die zwielichtige Vergangenheit Kandlers und das Privatleben beider.

## Drehorte
Zentrale Drehorte sind:

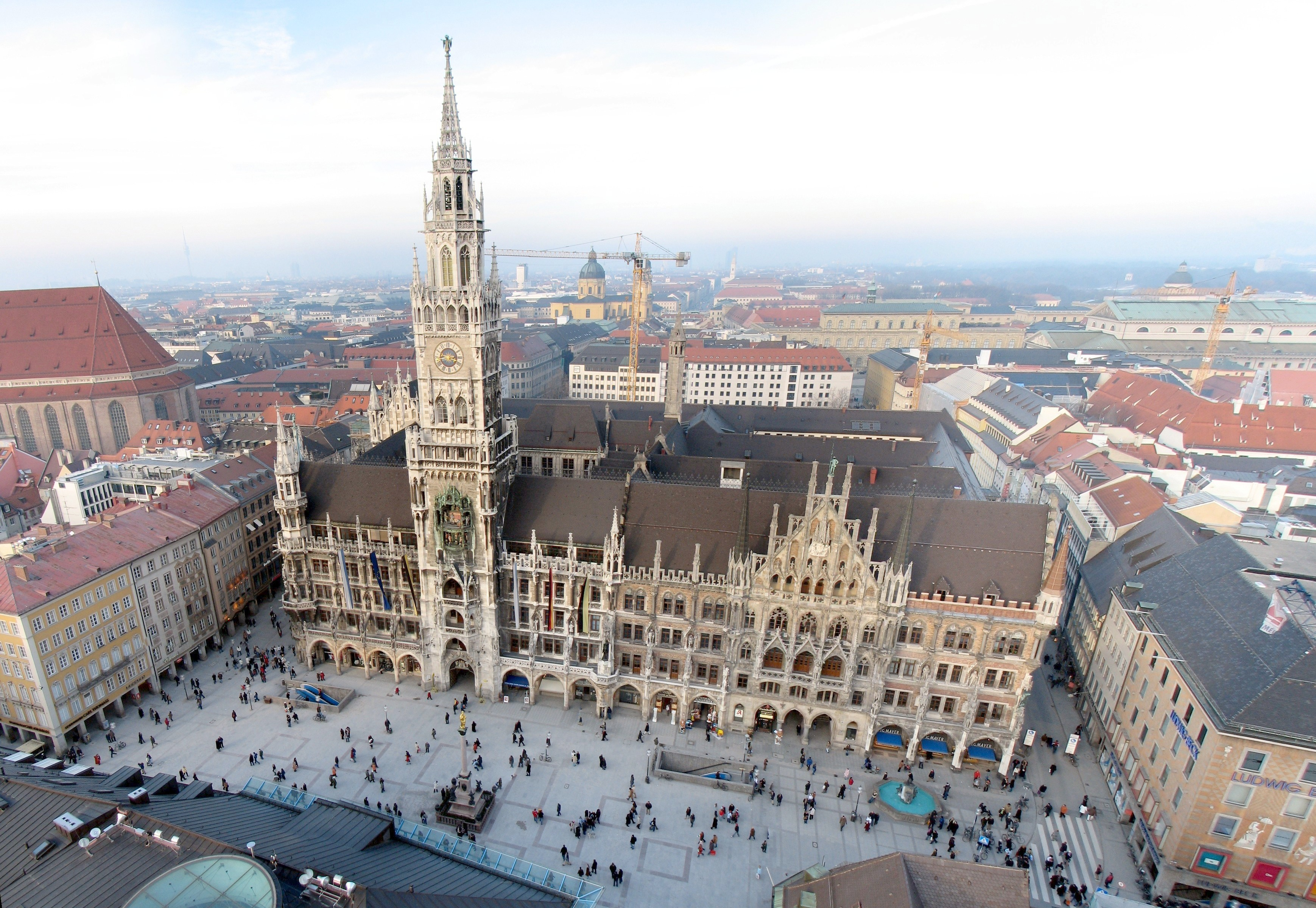
Marienplatz mit Neuem Rathaus

- Die reale Polizeiinspektion 11 (ehem. PI 1) in der Hochbrückenstraße 7 als Sitz der fiktiven Dienststelle München 7, wobei die Innenaufnahmen in den BR-Studios in Unterföhring gedreht wurden.
- Das Polizeipräsidium in der Ettstraße.
- Die Münchner Innenstadt als Revier, speziell der Viktualienmarkt, der Marienplatz und der Max-Joseph-Platz.
- Das real existierende Hotel am Markt in der Heiliggeiststraße als Xaver Bartls Hotel und Zuhause, die Aufnahmen mit Blick auf den Marienplatz wurden jedoch aus anderen Gebäuden gedreht, weil das reale Hotel am Markt keinen Ausblick auf den Marienplatz hat; die Innenaufnahmen z. T. in den BR-Studios.
- Der Randbezirk Neuperlach als Felix Kandlers Zuhause, speziell eine Hochgarage am Karl-Marx-Ring / Peschelanger als Zagrebs Versteck bis zur Folge 6.
- Die Trattoria 30 %, die Quasi-Kantine des Reviers, mit 30 Prozent Rabatt für alle Uniformierten. Außenaufnahmen am Sebastiansplatz in der Münchner Innenstadt, der Rest wieder in den BR-Studios.

## Besetzung
Revier:
- Polizeihauptmeister Xaver Bartl – Andreas Giebel
- Polizeimeister (später Hauptmeister) Felix Kandler – Florian Karlheim
- Polizeioberkommissarin (später Hauptkommissarin) Revierleiterin Thekla Eichenseer – Luise Kinseher
- Polizeihauptmeister Hans Kneidl – Winfried Frey
- Polizeimeisterin Sandra Holzapfel – Julia Koschitz
- Polizeihauptmeister Karl Haun – Johannes Herrschmann
- Polizeihauptmeister Dagobert Schindler – Jockel Tschiersch
- Polizeihauptmeister Fred Müller – Johann Schuler
- Polizeiobermeister Harry Magerer – Markus Baumeister
- Polizeiobermeister Martin Hellwig – Martin Eschenbach
- Polizeiobermeisterin Sieglinde Kunz – Cornelia de Pablos

Viktualienmarkt:
- Elfi Pollinger – Christine Neubauer
- Moni Riemerschmidt – Monika Gruber
- Standfrau Lisa – Sarah Camp

Hotel:
- Irmi Bartl – Dorothee Hartinger
- Maxi Bartl – Jonas Wittmann
- Nibbsy – Markus Stoll (Harry G)

Clique aus Neuperlach:
- Zagreb – Christian Lerch
- Seppi – Martin Großmann
- Lilo – Isabella Jantz
- Ahmed – Ercan Karacayli
- Suleyman / Nicht-Ahmed – Mikail Tufan

Trattoria:
- Valentino (Fale) – Claudio Caramaschi
- Magdalena – Sarah Jung
- U-Bahn-Heinzi / Woife – Wolfi Fischer
- U-Bahn-Isolde – Angela Hobrig
- Brandoberinspektor Sebastian (Wasti) Weil – Eisi Gulp

Stadelheim:
- Fritz, Wachmann – Sepp Schauer
- Burt, Sänger – Mel Canady
- Üzgür, Saxofonist – Iman Cagla

Häftlings-Bigband, gespielt vom Jazz Orchester Tirol
Sonstige:
- Salim Tarik Ibrahim V. Alafenisch, Mann von Elfi – Abdul Eshágzae
- Kriminaldirektor Roland Mezger – Michael König
- Dr. rer. nat Hannah Müller – Janina Flieger
- Christine Kandler – Caroline Schreiber
- Maria Welsinger / „Frau Kommissar“ – Katharina Brenner
- Lutz Berwald – Martin Feifel
- Peps Zoller als er selbst (Spezialist für Glücksspiel etc. bei der Kripo München)

### Gastrollen
- Maggie – Barbara Weinzierl
- Verliebter Ehemann – Rolf Kanies
- Hausmeister im Neuen Rathaus – Klaus Stiglmeier
- Reporter mit Kamera Munich Mobil – Peter Rappenglück
- JVA-Häftling – Florian Odendahl
- Geschäftsführer Nobelrestaurant – Alfons Schuhbeck
- KO-Dieter – Lambert Hamel
- Anwalt 1 – Rüdiger Vogler
- Huber Fred – Max Schmidt
- Oberamtsrat Rudolf Kalisch – Erich Hallhuber
- Mr. Nobody / Alois – Philipp Sonntag
- Lisa Gruber – Thekla Mayhoff
- Fahrlehrer Vogeser – Alexander Duda
- Fahrschüler Grasberger – Stefan Born
- Fahrschüler Matz – Mario Canedo
- Pfarrer im Beichtstuhl – Wilhelm Manske
- Der Schorsch (Kartenausgeber) – Ernst Hannawald
- Udo Grübner – Horst Kummeth
- Dr. Rolf Rapp – Hans Korte
- Anna-Maria Rapp – Christine Ostermayer
- Tauben-Zenta – Ilse Neubauer
- Karl Liegsalz – Norbert Mahler
- Justizbeamtin – Kathi Leitner
- Konrad Wetzel – Gerd Anthoff
- Frau Veith – Monika Baumgartner
- Sprinter – Marc Oliver Schulze
- Karl Schneider –  Rüdiger Hacker
- Sepp Moll – Sebastian Bezzel
- Autofahrer – Josef Thalmaier
- Ältere Autofahrerin – Wera Frydtberg
- Autofahrerin – Christiane Brammer
- Frau Brendl – Rosemarie Fendel
- Klara Moll – Ursula Erber
- Max Lehmann – Andreas Maria Schwaiger
- Skandal-Toni – Gerd Lohmeyer
- Pamela – Christine Adler
- Einsatzleiter Gärtner – Hansi Kraus
- Penner-Hanse – Dieter Fischer
- Wiedl-Toni – Michael Altinger
- Fritz Wessel – Florian Schwarz
- Ludwig Gampenrieder – Anno Koehler
- Karina Stoeger – Patricia Lueger
- Karel – Adam Jaskolka
- Oberbürgermeister – Christian Ude
- Pfarrer Peintner – Karl Schermann
- Braut Barbara Hutz – Carin C. Tietze
- Uschi Zuckmayer – Michaela Heigenhauser
- Sophie Knittelberger – Thekla Mayhoff
- Hans Rottmüller – Sigi Zimmerschied
- Ralph Winter / Maxis Vater – Christian Erdmann
- Herr Hutz jun. – Ernst Hannawald
- Stachus Karli – Sebastian Winkler

- Nagelfee Kowalska – Silvia de Leonardis

## Musik
Für die Musik hat Bogner diesmal nicht seinen Hauskomponisten Haindling bemüht, sondern die Münchner Combo G.Rag y los Hermanos Patchekos beauftragt. Der Soundtrack ist im Handel erhältlich und verteilt sich auf drei CDs bzw. LPs.
Für die im Jahre 2014 gesendete fünfte Staffel wurde die Musik von Nick McCarthy und Sebastian Kellig komponiert.
Die Gefängnisband besteht aus damaligen Mitgliedern des Jazzorchesters Tirol.
- Florian Bramböck: Altsaxophon

- Andreas Gilgenberg: Tenorsaxophon

- Martin Ohrwalder: Trompete

- Otto Hornek: Posaune

- Michael Hornek: Klavier

- Martin Nitsch: E-Gitarre

- Johannes "Henry" Sigl: E-Bass

- Jörg Höllwarth: Schlagzeug

## Produktion
Zunächst wurden 13 Folgen für den Bayerischen Rundfunk produziert. Die ersten neun Folgen davon entstanden 2003 und 2004. Die weiteren vier im Jahr 2005 gedrehten Folgen wurden im April und Mai 2006 gesendet.
Die dritte Staffel, mit acht neuen Folgen, zeigte der öffentlich-rechtliche Sender Das Erste ab dem 7. März 2012. Die ARD hat bei der Zählung der Staffeln im Rahmen der Heiter-bis-tödlich-Reihe wieder bei 1 begonnen, in diesem Artikel wird jedoch die Gesamtnummer der Staffel verwendet. Die dritte Staffel ist also die erste Staffel der ARD.
Aufgrund der guten Quoten im Vorabendprogramm der ARD wurde die Serie um eine weitere Staffel verlängert, die 2013 ab dem 13. Februar ausgestrahlt wurde.
Eine dritte Staffel für die Heiter-bis-tödlich-Reihe (also insgesamt die fünfte Staffel), mit ebenfalls acht Folgen, wurde 2013 gedreht und ab Oktober 2014 ausgestrahlt. Gleich darauf wurde die sechste Staffel, die 2014 produziert wurde, gesendet. Die siebte Staffel wurde ab August 2015 gedreht und 2016 ausgestrahlt.
Ab dem Zeitpunkt der Ausstrahlung im Ersten sprechen die Schauspieler weniger im Dialekt.

## Auszeichnungen
- 2005 – Adolf-Grimme-Preis
- 2005 – Bayerischer Fernsehpreis für Buch und Regie